# Tribute (альбом Оззи Осборна)
Tribute — концертный альбом британского рок-музыканта Оззи Осборна, выпущен 19 марта 1987 года, через пять лет после трагической смерти гитариста Рэнди Роадса. Он был переиздан 22 августа 1995 года, ремастерирован и снова переиздан в 2002 году с Брюсом Дикинсоном в качестве исполнительного продюсера. Альбом достиг 6-й позиции в чарте Billboard 200.
Диск был выпущен в память о Рэнди Роадсе, который был гитаристом группы Оззи Осборна в период между 1980 и 1982 годами. Работа демонстрирует великолепную технику игры Роадса на гитаре во время выступлений. Особенно примечательна песня «Suicide Solution», в исполнении которой была сыграна гитарная импровизация Роадса без аккомпанемента группы. Альбом также содержит фрагменты классической акустической импровизации под названием «Dee», песни, которую Роадс написал для своей матери, Делорес (эта же песня присутствует на дебютном альбоме Оззи Осборна, Blizzard of Ozz). Эти фрагменты содержат также обращения Роадса к публике. На последних тактах «Dee», кроме того, можно услышать концовку «Goodbye To Romance».
В самом начале альбома, как и на других концертах Осборна, играет классическая музыка; это первая часть «O Fortuna» из кантаты Карла Орффа «Carmina Burana».
Песни от «I Don’t Know» до «Paranoid» были записаны на концерте в Кливленде, штат Огайо, 11 мая 1981 года. Гитарное соло Роадса с песни «Suicide Solution» взято из выступления в Монреале, Квебек, 28 июля 1981 года. «Goodbye to Romance» и «No Bone Movies» возможно были исполнены в ходе самого первого тура в поддержку альбома «Blizzard of Ozz», скорее всего, с выступления в Саутгемптоне, 2 сентября 1980 года; эти два трека были исполнены ещё с участием Боба Дэйсли и Ли Керслейка.
Исполнение песни «Crazy Train», которая также была выпущена 10 февраля 1987 года, в качестве сингла с Tribute, было записано на видео.
Первоначально предполагалось, что альбом будет выпущен в 1982 году, но из-за смерти Рэнди Роадса выпуск был отложен. Позднее, в этом же году, вместо него был выпущен другой концертный альбом, Speak of the Devil, содержащий песни Black Sabbath, исполненные «вживую» с будущим гитаристом Night Ranger, Брэдом Гиллисом, заменившим Роадса.
Европейские виниловые издания альбома были изданы не на двух дисках, а на одном, с другим содержанием. Однако в комплекте к ней прилагался постер с фотомонтажем.
Последнее из североамериканских переизданий альбома было издано на компакт-диске в качестве ремастерированной версии в 2002 году.

## Список композиций
Все песни были написаны Оззи Осборном, Рэнди Роадсом и Бобом Дэйсли, кроме отмеченных.
1. «I Don't Know» — 5:40 (Blizzard of Ozz)
2. «Crazy Train» — 5:19 (Blizzard of Ozz)
3. «Believer» — 5:08 (Diary of a Madman)
4. «Mr. Crowley» — 5:37 (Blizzard of Ozz)
5. «Flying High Again» (Осборн, Роадс, Дэйсли, Керслейк) — 4:17 (Diary of a Madman)
6. «Revelation (Mother Earth)» — 5:58 (Blizzard of Ozz)
7. «Steal Away (The Night)» (с барабанным соло) — 8:04 (Blizzard of Ozz)
8. «Suicide Solution» (с гитарным соло) — 7:46 (Blizzard of Ozz)
9. «Iron Man» (Осборн, Айомми, Батлер, Уорд) — 2:50 (Paranoid)
10. «Children of the Grave» (Осборн, Айомми, Батлер, Уорд) — 5:57 (Master of Reality)
11. «Paranoid» (Осборн, Айомми, Батлер, Уорд) — 2:59(Paranoid)
12. «Goodbye to Romance» — 5:33
13. «No Bone Movies» (Осборн, Роадс, Дэйсли, Керслейк) — 4:02
14. «Dee» (нарезка из студийных работ Рэнди Роадса) (Роадс) — 4:22

## Участники записи
- Оззи Осборн — вокал
- Рэнди Роадс — гитара
- Руди Сарзо — бас-гитара
- Боб Дэйсли — бас-гитара на «Goodbye to Romance» и «No Bone Movies»
- Томми Олдридж — ударные
- Ли Керслейк — ударные на «Goodbye to Romance» и «No Bone Movies»
- Дон Эйри — клавишные

## Итоги продаж
| Дата            | Статус          | Общее количество продаж |
| --------------- | --------------- | ----------------------- |
| 11 августа 1987 | Золото          | 500 000                 |
| 11 августа 1992 | Платина         | 1 000 000               |
| 15 августа 1997 | Двойная платина | 2 000 000               |

| Дата           | Статус | Общее количество продаж |
| -------------- | ------ | ----------------------- |
| 26 января 1989 | Золото | 50 000                  |